# Lorenzo Lavia
Lorenzo Lavia (Roma, 16 aprile 1972) è un attore italiano.

## Biografia
Attore e regista prevalentemente teatrale, è figlio dell'attrice Annarita Bartolomei e del regista e attore Gabriele Lavia, con il quale lavora molto spesso sin da ragazzo. I suoi genitori hanno poi divorziato.
Tra i ruoli di maggior successo ricordiamo Benedetto in Molto rumore per nulla e quello di Angelo in Misura per misura, entrambe commedie shakespeariane.
Tra gli altri registi con cui ha lavorato ricordiamo Piero Maccarinelli, Alberto Negrin, Giuseppe Patroni Griffi, Liliana Cavani e Mario Missiroli.

## Filmografia

### Cinema
- Louis, enfant roi, regia di Roger Planchon (1993)
- Dove siete? Io sono qui, regia di Liliana Cavani (1993)
- Artemisia, regia di Agnès Merlet (1996)
- La lupa, regia di Gabriele Lavia (1996)
- Cuori perduti, regia di Teresio Spalla (1997)
- L'ospite, regia di Alessandro Colizzi (1998)
- Smetto quando voglio, regia di Sydney Sibilia (2014)
- Smetto quando voglio - Masterclass, regia di Sydney Sibilia (2017)
- Smetto quando voglio - Ad honorem, regia di Sydney Sibilia (2017)
- Carla, regia di Emanuele Imbucci (2021)
- Esterno notte, regia di Marco Bellocchio (2022)
- L'ombra di Caravaggio, regia di Michele Placido (2022)

### Televisione
- Vento di mare, regia di Gianfranco Mingozzi – miniserie TV (1991)
- La dottoressa Giò – serie TV, episodi sconosciuti (1997)
- Avvocato Porta – serie TV, episodi sconosciuti (1997)
- Le ragazze di piazza di Spagna – serie TV, episodi sconosciuti (1998)
- Turbo – serie TV, episodio 1x01 (1999)
- Giochi pericolosi, regia di Alfredo Angeli – miniserie TV (2000)
- Perlasca - Un eroe italiano, regia di Alberto Negrin – miniserie TV (2002)
- La squadra – serie TV, episodi sconosciuti (2003)
- Don Matteo – serie TV, episodio 5x22 (2006)
- Amiche mie – serie TV, episodi sconosciuti (2008)
- Il delitto di via Poma, regia di Roberto Faenza – film TV (2011)
- Distretto di Polizia, regia di Alberto Ferrari - serie TV, episodio 11x22 (2012)[2]

## Teatro
- Riccardo III, regia di Gabriele Lavia (1989)
- Lulu, regia di Mario Missiroli (1990)
- L'uomo, la bestia e la virtù, regia di Gabriele Lavia (1991)
- Il duello, regia di Gabriele Lavia (1993)
- L'angelo, regia di Massimo Scaglione (1994)
- Vita col padre, regia di Piero Maccarinelli (1995)
- Anima nera, regia di Giuseppe Patroni Griffi (1996)
- Il misantropo, regia di Gabriele Lavia (1999)
- Edipo re, regia di Gabriele Lavia (2000)
- L'Odissea, regia di Matteo Tarasco (2001)
- Persone naturali e strafottenti, regia di Giuseppe Patroni Griffi (2002)
- La forma delle cose, regia di Marcello Cotugno (2003)
- L'avaro, regia di Gabriele Lavia (2004-2005)
- Blackout, regia di Piero Maccarinelli (2006)
- Misura per misura, regia di Gabriele Lavia (2007-2008)
- Molto rumore per nulla, regia di Gabriele Lavia (2009-2010)
- Colazione da Tiffany, regia di Piero Maccarinelli (2012/2013)
- Il vero amico di Carlo Goldoni, regia di Lorenzo Lavia (2014)
- Era un fantasma, di Arianna Mattioli, regia di Lorenzo Lavia, Todi Festival (2020)[2]